# Gann Valley
Gann Valley es un lugar designado por el censo ubicado en el condado de Buffalo en el estado estadounidense de Dakota del Sur. En el Censo de 2010 tenía una población de 14 habitantes y una densidad poblacional de 68,42 personas por km².  Es la sede de condado no incorporada más pequeña de Estados Unidos.

## Geografía
Gann Valley se encuentra ubicado en las coordenadas 44°2′1″N 98°59′18″O / 44.03361, -98.98833. Según la Oficina del Censo de los Estados Unidos, Gann Valley tiene una superficie total de 0.2 km², de la cual 0.2 km² corresponden a tierra firme y (0%) 0 km² es agua.

## Demografía
Según el censo de 2010, había 14 personas residiendo en Gann Valley. La densidad de población era de 68,42 hab./km². De los 14 habitantes, Gann Valley estaba compuesto por el 92.86% blancos, el 0% eran afroamericanos, el 7.14% eran amerindios, el 0% eran asiáticos, el 0% eran isleños del Pacífico, el 0% eran de otras razas y el 0% pertenecían a dos o más razas. Del total de la población el 0% eran hispanos o latinos de cualquier raza.